# Tutwal
Tutwal (Tudwal in gallese, Theodowalaunus in latino e Tudwold in inglese) (... – 425 circa) è stato un re che succedette al padre Guoremor sul trono della Dumnonia, regno dell'Inghilterra altomedievale (ubicato precisamente nell'odierna Cornovaglia).
Avrebbe sposato Grazianna, la figlia più giovane dell'imperatore Magno Massimo. Morì attorno al 425. Gli successe il figlio Conomor.